# Eberhard von Lücken
Theodor Eduard Eberhard von Lücken (* 25. Juni 1864 in Langenau, Landkreis Habelschwerdt, Provinz Schlesien; † 17. Januar 1925 auf dem Gut Klein Muritsch, Landkreis Trebnitz, Provinz Niederschlesien) war ein deutscher Verwaltungsbeamter.

## Leben
Eberhard von Lücken studierte Rechtswissenschaften an der Ruprecht-Karls-Universität Heidelberg. 1884 wurde er Mitglied des Corps Saxo-Borussia Heidelberg. Nach dem Studium trat er in den preußischen Staatsdienst ein. Von 1905 bis 1919 war er Landrat des Kreises Strehlen. Zuletzt lebte er in Brunzelwaldau, Landkreis Freystadt.